# یاستژگوویتسه
یاستژگوویتسه (به لاتین: Jastrzygowice) یک روستا در لهستان است که در گمینا گوژوف شلانسکی واقع شده‌است.